# Avenir Dani
Avenir Dani (Scutari, 24 aprile 1965) è un allenatore di calcio ed ex calciatore albanese, di ruolo portiere.

## Carriera

### Nazionale
Ha collezionato 3 presenze con la Nazionale albanese.

## Statistiche

### Cronologia presenze e reti in nazionale
| Cronologia completa delle presenze e delle reti in nazionale ― Albania | Cronologia completa delle presenze e delle reti in nazionale ― Albania | Cronologia completa delle presenze e delle reti in nazionale ― Albania | Cronologia completa delle presenze e delle reti in nazionale ― Albania | Cronologia completa delle presenze e delle reti in nazionale ― Albania | Cronologia completa delle presenze e delle reti in nazionale ― Albania | Cronologia completa delle presenze e delle reti in nazionale ― Albania | Cronologia completa delle presenze e delle reti in nazionale ― Albania |
| Data                                                                   | Città                                                                  | In casa                                                                | Risultato                                                              | Ospiti                                                                 | Competizione                                                           | Reti                                                                   | Note                                                                   |
| ---------------------------------------------------------------------- | ---------------------------------------------------------------------- | ---------------------------------------------------------------------- | ---------------------------------------------------------------------- | ---------------------------------------------------------------------- | ---------------------------------------------------------------------- | ---------------------------------------------------------------------- | ---------------------------------------------------------------------- |
| 22-4-1992                                                              | Siviglia                                                               | Spagna                                                                 | 3 – 0                                                                  | Albania                                                                | Qual. Mondiali 1994                                                    | -1                                                                     | 69’                                                                    |
| 26-5-1992                                                              | Dublino                                                                | Irlanda                                                                | 2 – 0                                                                  | Albania                                                                | Qual. Mondiali 1994                                                    | -2                                                                     | 23’                                                                    |
| 3-6-1992                                                               | Tirana                                                                 | Albania                                                                | 1 – 0                                                                  | Lituania                                                               | Qual. Mondiali 1994                                                    | -                                                                      |                                                                        |
| Totale                                                                 |                                                                        | Presenze                                                               | 3                                                                      |                                                                        | Reti                                                                   | -3                                                                     |                                                                        |